# Tastee-Freez
O Tastee-Freez é uma cadeia de restaurantes americana franqueada de fast food especializado em soft serve. Sua sede corporativa fica em Newport Beach, Califórnia, e a cadeia tem lojas em quatro estados. O primeiro Tastee-Freez foi estabelecido em Keithsburg, Illinois, e os produtos Tastee-Freez estão agora disponíveis em quatro lojas de sorvete restantes e em aproximadamente 375 locais de restaurantes de fast food, Wienerschnitzel e Original Hamburger Stand.

## História
A Tastee-Freez foi fundada em 1950, em Joliet, Illinois, por Leo S. Maranz e Harry Axene (ex-Dairy Queen). Maranz inventou uma bomba e um freezer para soft serve que possibilitaram o produto, e sua Harlee Manufacturing Company (uma junção de Harry e Leo) produziu as máquinas que os franqueados comprariam e usariam em seus respectivos estabelecimentos. A expansão da marca foi rápida na década de 1950; em 1952, havia 315 estabelecimentos, mais de 1.600 em meados de 1956, e em 1957 havia quase 1.800 estabelecimentos. A cadeia tentou se expandir para a Inglaterra no início da década de 1960, onde começou a vender seus produtos em caminhões de sorvete. Esse modelo de negócios também foi tentado nos Estados Unidos, mas se mostrou tão fracassado financeiramente que a Tastee-Freez entrou com pedido de falência no capítulo 11 no final de 1963. Herbert Molner, na época assistente de Maranz, comprou a cadeia um ano depois. Ele iniciou um plano de renovação que incluía a retirada da Inglaterra, o fechamento de lojas mais antigas em cidades menores e a revitalização do cardápio para incluir itens de fast food, como cachorros-quentes e hambúrgueres.
Em 1982, a Tastee-Freez foi vendida para a Denovo Corporation de Utica, Michigan, que também era proprietária dos restaurantes Stewart's Restaurants, Dog n Suds e B&K Rootbeer, além das sorveterias Dairy Isle. Em 1992, havia 340 estabelecimentos.
Em 2003, o Galardi Group se tornou franqueador da Tastee-Freez e disponibilizou os produtos Tastee-Freez em seus restaurantes, Wienerschnitzel e Original Hamburger Stand. O Galardi Group ficou tão satisfeito com o aumento das vendas em seu restaurante que comprou a empresa Tastee-Freez naquele ano.

## Na cultura popular
O estabelecimento é mencionado na música “Jack & Diane”, de John Mellencamp. Ele também é mencionado na música de sucesso de Trisha Yearwood, “She's in Love with the Boy”, de 1991.